# Departamento de Cerro Largo
Cerro Largo es uno de los diecinueve departamentos que componen la República Oriental del Uruguay. Su capital es Melo.
Está ubicado en el centro este del país, limitando al norte con el río Negro, que lo separa de Tacuarembó y Rivera, al este con Brasil, al sureste con la laguna Merín que lo separa de nuevo de Brasil, al sur con Treinta y Tres y al oeste con Durazno. Con 13 648 km² es el cuarto departamento más extenso —por detrás de Tacuarembó, Salto y Paysandú—.

## Historia
Estos territorios tuvieron población desde hace miles de años, como lo testimonian los numerosos cerritos de indios que se han descubierto distribuidos en el departamento.
En 1795, el Capitán de Infantería Agustín de la Rosa, fundaría la villa de Melo en el extremo oriental del río Tacuarí.
Este asentamiento supuso un refugio para la guardia militar y un campo de batalla entre los colonos españoles, los indios y los portugueses. Su ubicación geográfica siempre desató polémica frente a las pretensiones del Imperio lusitano sobre el territorio.
Los enfrentamientos armados y las sangrientas luchas desatadas en Melo y sus alrededores llevaron a la formación de un grupo de soldados que actuarían en defensa de la tierra y que serían conocidos como la División de Cerro Largo.
Poco después, este grupo de hombres con divisa roja o blanca, hizo historia en un sinfín de combates de vital importancia para el futuro de la nación. Algunos de ellos tuvieron lugar en 1810, en el auge independentista y en 1910, cuando se produjo el fin de la era revolucionaria. El cometido de Cerro Largo, como comando del Ejército y como departamento, siempre ha sido el de proteger la integridad cultural, étnica y moral de Uruguay respecto a las influencias regionales. Un claro ejemplo de lo antedicho es la permanencia del español como lengua oficial frente al portugués, y el estilo nacional frente al extranjero, si bien existen claras influencias brasileñas en el área departamental, más en concreto en ciudades fronterizas como Río Branco.
Un testimonio de antiguas épocas lo constituye la singular edificación de la Posta del Chuy, a pocos kilómetros de Melo.

## Geografía
El área del departamento es algo extensa y rica en recursos naturales. Forma parte de la franja oriental del Uruguay, junto a Treinta y Tres, Rocha (en el sureste) y Rivera.
La vegetación predominante son los pastizales o praderas. En las riberas de ríos y arrollos  se desarrollan los bosques o montes ribereños y los montes de serranías en  este tipo de formaciones.

### Orografía
El terreno de Cerro Largo tiende a ser llano y ligeramente húmedo en las proximidades de la laguna Merín. También se encuentra salpicado de algunas zonas de alto relieve como la sierra de Aceguá (Uruguay) (compuesta de rocas graníticas y macizas), la Cuchilla Grande – que atraviesa al departamento de noreste a suroeste –, el Cerro Largo, y los cerros de las Cuentas, Guazunambí y Tupambaé.
Son abundantes los sedimentos litológicos variables como arenas finas y medias, conglomerádicas, limos, arcilla y lodolitas de la Era Cenozoica, y yacimientos arenosos, dunas, turberas y restos basálticos en menor medida.

### Hidrografía
El departamento cuenta con importantes cursos fluviales y bañados que sirven de abastecimiento interno y como límite natural en algunas de sus fronteras. La Cuchilla Grande divide a las cuencas de la laguna Merín y el Río Negro, el río Yaguarón que separa a Cerro Largo de la República Federativa del Brasil, es el río más caudaloso del Departamento en el que se encuentran a sus orillas las ciudades de Río Branco (Uruguay) y Yaguarón (Brasil), sus principales afluentes son el arroyo de las Cañas, el arroyo Sarandí de Barcelo y el arroyo Sarandí. Otros ríos y arroyos de singular importancia son el Tacuarí, que tiene como afluentes el arroyo de Santos, la Cañada Grande, el Bañado de Medina, el arroyo de Los Conventos (que atraviesa a la capital departamental), el arroyo Chuy, el arroyo Malo, el arroyo Piedras Blancas, el arroyo Mangrullo y el arroyo Garao.
En determinados sectores podemos encontrar inundaciones, estanques y tierras bajas que se prestan al cultivo de arroz y a la cría extensiva de peces.

### Clima
El clima es templado y húmedo, con una temperatura que oscila entre los 17 o 18 °C promedio y un índice de precipitaciones que va de los 1100 a los 1200 mm anuales. Por este motivo Cerro Largo es una de las regiones uruguayas que se ven más afectadas por lluvias torrenciales y de inundaciones. En la localidad de Melo se registró la mínima temperatura histórica del país: -11 °C el 14 de junio de 1967.[cita requerida]

## Economía
La ganadería es la principal fuente económica del departamento, y se concentra principalmente en los ganados ovino y vacuno. Esta actividad ha disminuido en virtud de la aparición de nuevas praderas y la forestación. La pesca, la explotación de arcilla y la silvicultura son también representativas.
La agricultura, si bien la ganadería ha ocupado el primer puesto en la producción, el arroz viene ganando terreno llegando al punto de ser el 2.º departamento en producción por toneladas, caracterizándose este por ser casi al 100% de exportación, en tercer plano se destacaría el maíz, el trigo, la soja, frutos, cítricos y vid. La Industria gira en torno a un frigorífico, una fábrica de bebidas (la más antigua del país), una planta lechera importante (COLEME), algunas pocas bodegas y a una serie de tambos lecheros.

### Servicios
El departamento, sobre todo en las ciudades de Melo y Río Branco, cuenta con una amplia gama de servicios alimenticios y sanitarios además de poseer múltiples paisajes verdes para el disfrute de la población. 
En los últimos años se llevaron a cabo diversas inauguraciones que aumentaron la calidad de vida, entre ellas la plaza de la Concordia.                     
Río Branco cuenta con una zona de tiendas libres de impuestos (en inglés: duty-free shops) que fomentan el turismo extranjero, ante todo de brasileños provenientes de la ciudad fronteriza de Yaguarón, los cuales deben atravesar, caminando o en vehículo, el Puente Internacional Barón de Mauá.

## Comunicaciones
Cerro Largo cuenta con buenas carreteras. La principal de todas ellas es la ruta nacional N.º 8 (también conocida como la ruta del General Juan Antonio Lavalleja), que va desde Montevideo hasta Aceguá, en el límite con Brasil.
De no menor importancia es la ruta nacional N.º 7 o de Aparicio Saravia, que también nace en la capital nacional y muere en Centurión (en la franja fronteriza uruguayo-brasileña), intersecando con la ruta ocho en la ciudad de Melo.
Otras vías terrestres de transporte se presentan a continuación:
Norte:
- Ruta 44 (nace en la ruta 7 a pocos km de Melo, y termina en la ruta 6 en Rivera)

Oeste:
- Ruta 6 (comprende a Treinta y Tres, Cerro Largo y Rivera)

Oeste/Este:
- Ruta 26 (de Paysandú a Cerro Largo. Pasa por Melo)

Sur:
- Ruta 18 (Treinta y Tres – Cerro Largo)

El ramal ferroviario que une Melo con Nico Pérez pasando por las principales localidades del departamento sirvió para pasajeros hasta 1985 y se encuentra clausurado desde 1991. Actualmente el único tramo ferroviario en operación en el departamento es el que llega a Río Branco desde Montevideo vía Nico Pérez y Treinta y Tres.
El departamento cuenta además con un aeropuerto internacional en Melo, hidrovías en la laguna Merín, y un puerto comercial e industrial en Río Branco, un centro urbano limítrofe con la ciudad brasileña de Yaguarón en el estado de Río Grande del Sur.

## Gobierno

Situación de los municipios en el departamento de Cerro Largo hasta 2018 (el área en gris corresponde al territorio departamental aún no municipalizado).
1-Municipio de Aceguá;
2-Municipio de Arbolito
3-Municipio de Arévalo
4-Municipio de Bañado de Medina
5-Municipio de Centurión
6-Municipio de Cerro de las Cuentas
7-Municipio de Fraile Muerto
8-Municipio de Isidoro Noblía
9-Municipio de Las Cañas
10-Municipio de Plácido Rosas
11-Municipio de Quebracho
12-Municipio de Ramón Trigo
13-Municipio de Río Branco
14-Municipio de Tres Islas
15-Municipio de Tupambaé.

De acuerdo con el artículo 262 de la Constitución de la República, en materia de administración departamental "el Gobierno y Administración de los Departamentos, con excepción de los servicios de seguridad pública, serán ejercidos por una Junta Departamental y un Intendente. Tendrán su sede en la capital de cada departamento e iniciarán sus funciones sesenta días después de su elección."
Además, "el Intendente, con acuerdo de la Junta Departamental, podrá delegar en las autoridades locales el ejercicio de determinados cometidos en sus respectivas circunscripciones territoriales"(...).

### Ejecutivo
La Intendencia Departamental de Cerro Largo es el órgano ejecutivo y legislativo supremo en el departamento. El Intendente es quien encabeza al Poder Ejecutivo y es elegido por el pueblo departamental para ejercer por un período no superior a los cinco años de duración. Puede, además, ser reelegido.

### Legislativo
El Poder Legislativo lo asume la Junta Departamental, compuesta por 31 ediles, que forman parte de los comicios y se proponen a debatir sobre cuestiones relacionadas con tarifas, aranceles, obras públicas y materia educativa, así como del porcentaje de capital destinado de dichas tareas.

### Municipios
En el departamento existen quince municipios. Los primeros dos fueron creados a través del decreto departamental 01/2010, en cumplimiento de las leyes N.º 18567 del 13 de septiembre de 2009 y N.º 18653 del 15 de marzo de 2010, estos municipios fueron los de Río Branco y Fraile Muerto. Posteriormente, en 2013 fueron creados siete nuevos municipios en base al decreto departamental 11/2013, en las localidades de Arbolito, Aceguá, Arévalo, Isidoro Noblía, Plácido Rosas, Ramón Trigo y Tupambaé. Dicho decreto asignó la territorialidad de los mismos a las áreas urbanas y suburbanas de dichas localidades. Sin embargo, en 2018 los territorios de estos municipios fueron modificados en base al decreto 28/2018, expandiendo su área de influencia a toda la circunscripción electoral correspondiente. En este mismo año fueron creados además los municipios de Bañado de Medina, Centurión, Cerro de las Cuentas, Las Cañas, Quebracho y Tres Islas, y se determinó también sus territorios correspondiendose con sus circunscripciones electorales.
A continuación se detallan los mismos y sus principales datos.
| Mapa | Municipio              | Circunscripción electoral | Superficie (km²) | Población (2011) | Sede                 |
| ---- | ---------------------- | ------------------------- | ---------------- | ---------------- | -------------------- |
|      | Aceguá                 | GEE                       | 825.9            | 1686             | Aceguá               |
|      | Arbolito               | GCC GCE                   | 604.5            | 263              | Arbolito             |
|      | Arévalo                | GGD GGE GGF GGG GGH       | 396.5            | 572              | Arévalo              |
|      | Bañado de Medina       | GFE                       | sin datos        | sin datos        | Bañado de Medina     |
|      | Centurión              | GDF GEA                   | sin datos        | sin datos        | Centurión            |
|      | Cerro de las Cuentas   | GCD GFC                   | sin datos        | sin datos        | Cerro de las Cuentas |
|      | Fraile Muerto          | GFB                       | 407.1            | 3645             | Fraile Muerto        |
|      | Isidoro Noblía         | GEC GED GEF               | 665.2            | 2808             | Isidoro Noblía       |
|      | Las Cañas              | GCF GDE GDG               | sin datos        | sin datos        | Las Cañas            |
|      | Plácido Rosas          | GCA                       | 524.8            | 602              | Plácido Rosas        |
|      | Municipio de Quebracho | GGB                       | sin datos        | sin datos        | Quebracho            |
|      | Ramón Trigo            | GFD                       | 1270.5           | 368              | Ramón Trigo          |
|      | Río Branco             | GDA GDB GDC GDD (GDH)     | 933.2            | 16270            | Río Branco           |
|      | Tres Islas             | GFA                       | sin datos        | sin datos        | Tres Islas           |
|      | Tupambaé               | GGA GGC                   | 1110.1           | 1339             | Tupambaé             |

## Educación y cultura

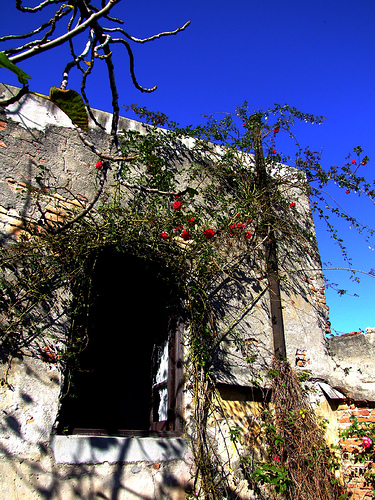
Residencia de Juana de Ibarbourou. Funciona actualmente como museo.

La enseñanza primaria y secundaria (solo hasta el bachillerato) es de carácter obligatorio para todos los ciudadanos, al igual que en el resto del país. Hay un buen número de escuelas rurales y urbanas, habiendo al menos un centro de instrucción pública en casi todas las localidades de Cerro Largo. No obstante, alrededor del 67% de los niños matriculados en estos establecimientos lo hacen en condiciones desfavorables, y apenas un 7% lo hace en una situación económica o social estable.
La educación terciaria corre por cuenta de la Universidad del Trabajo del Uruguay (UTU) y de algunos institutos dedicados a la formación de docentes de primaria y secundaria, así como diversos cursos prácticos orientativos al sector de servicios y salud pública.
En el ámbito cultural, el departamento siempre ha sido la cuna de brillantes talentos literarios como la mítica Juana de Ibarbourou (también apodada Juana de América), Emilio Oribe, Casiano Monegal, Carlos Molina, Pedro Martins Marins y Justino Zavala Muniz.

## Demografía y población
Conforme al censo de 2004, había 86 564 habitantes y 28 140 viviendas en el departamento. El promedio de número de personas por hogar era de 3,2 integrantes. Por cada 100 mujeres había 97,2 hombres. Los informes llevados a cabo por el Instituto Nacional de Estadística (INE) indican que para 2025, la población total de Cerro Largo será de 98 887 habitantes.
- Tasa de crecimiento poblacional: 0,152% (2004)
- Tasa de natalidad: 17,29 nacimientos/1000 personas (2004)
- Tasa de mortalidad: 8,98 muertes/1000 personas
- Promedio de edad: 31,6 (31,1 hombres, 32,2 mujeres)
- Esperanza de vida al nacer (2004):

- Promedio de hijos por familia: 2,58 hijos/mujer
- Ingreso per cápita mensual (en ciudades de 5000 o más habitantes): 3208,5 pesos uruguayos/mes

Crecimiento poblacional (habitantes desde 1852 a 2004):
- 1852: 6451
- 1860: 17 475
- 1908: 44 742
- 1963: 71 023
- 1975: 74 027
- 1985: 78 416
- 1996: 82 510
- 2004: 86 564

### Centros urbanos
Los siguientes son pueblos o ciudades con una población de 1000 o más habitantes según datos del censo del año 2011:
| Ciudad/Pueblo  | Población |
| -------------- | --------- |
| Melo           | 56 245    |
| Río Branco     | 14 604    |
| Fraile Muerto  | 3 168     |
| Isidoro Noblía | 2 331     |
| Aceguá         | 1 511     |
| Tupambaé       | 1 122     |

De acuerdo al censo oficial de 2011 otras localidades con menos de 1000 habitantes son:
| - Barrio López Benítez (522 hab.) - Barrio Hipódromo (505 hab.) - Lago Merín (439 hab.) - Plácido Rosas (415 hab.) - Barrio La Vinchuca (388 hab.) - Arévalo (272 hab.) - Cerro de las Cuentas (263 hab.) - Bañado de Medina (207 hab.) | - Tres Islas (195 hab.) - Arbolito (189 hab.) - Ramón Trigo (150 hab.) - Toledo (132 hab.) - La Pedrera (131 hab.) - Poblado Uruguay (104 hab.) - Quebracho (70 hab.) - Las Cañas (72 hab.) | - Centurión (35 hab.) - Getulio Vargas (28 hab.) - Esperanza (26 hab.) - Arachania (20 hab.) - Nando (13 hab.) - Soto Goro (9 hab.) - Mangrullo (6 hab.) - Ñangapiré (5 hab.) |